# Rebirth of Mothra
Rebirth of Mothra, conocida en Japón como Mothra (モスラ Mosura?), es una película japonesa del género kaiju de 1996 dirigida por Okihiro Yoneda y escrita por Masumi Suetani. Producida y distribuida por Tōhō, la película sirve como un reinicio para el personaje Mothra, y es la primera entrega de la trilogía Rebirth of Mothra. Fue la última película de kaiju producida por Tomoyuki Tanaka, quien produjo películas como la Mothra original, que se estrenó en 1961, así como numerosas entradas en la franquicia de Godzilla. 
Es protagonizada por Sayaka Yamaguchi, Megumi Kobayashi, Aki Hano y Kazuki Futami. Fue estrenada en cines de Japón el 14 de diciembre de 1996, y fue sucedida por Rebirth of Mothra II al año siguiente. 

## Argumento
Millones de años antes, un dragón gigante de tres cabezas llamado Desghidorah llega a la Tierra y lucha contra una especie de polillas enormes y muy avanzadas. Las polillas son los protectores de los "Elias", una raza de pequeños seres humanoides que habitan el planeta. Después de la batalla subsiguiente, Desghidorah es derrotado y sellado debajo de la Tierra, a costa de casi toda la vida en la Tierra. 
Solo quedan tres Elias, Moll, Lora y Belvera, y una última polilla, Mothra. Para preservar su especie, Mothra crea un huevo en 1996; sin embargo, ella se agota físicamente. Poco después, una empresa maderera descubre la prisión subterránea de Desghidorah y rompe el sello. Yuichi Goto, uno de los trabajadores, se lleva el sello a casa y se lo da a su pequeña hija Wakaba como recuerdo. Aprovechando la ventaja, Belvera controla a Wakaba y la usa para atormentar a su hermano Taiki, recordándole a Belvera su odio hacia sus hermanas. 
Moll y Lora, montando una Mothra más pequeña llamada Yosei, luchan contra Belvera por el control del artefacto. Belvera prevalece y logra liberar a Desghidorah de su tumba de rocas para concretar sus distorsionados planes de destrucción de la raza humana. Mothra es convocada para detener al dragón, que está absorbiendo la vida del medio ambiente. Ella libra una batalla larga y difícil para repeler a su antiguo adversario, y en respuesta a su fuerza en declive, su pequeño hijo, llamado Mothra Leo, eclosiona prematuramente para ayudar a su madre. Aunque su seda energizada parece cambiar el rumbo de la batalla a favor de los protectores, Desghidorah hunde los dientes de dos de sus cabezas profundamente en Leo y Mothra se desespera. Rápidamente transporta a su hijo a un lugar seguro, y para mantener a Desghidorah a raya, atrae a la bestia a una presa. Con Desghidorah distraído por un muro de agua, Mothra lleva a su hijo a un lugar seguro. Las heridas, la edad y el cansancio de Mothra son en última instancia demasiado. Su fuerza falla, y después de bajar a su hijo cuidadosamente al mar, cae exhausta sobre las olas y se hunde hasta su muerte. La angustiada larva intenta salvar a su amada madre, pero es en vano. 
Enfurecida, la joven polilla crea un capullo y comenzó a cambiar a su forma adulta. Desghidorah se enfurece, destruyendo todo a su paso mientras los humanos miran impotentes. Moll y Lora, que se hacen amigos de Taiki y Wakaba, los alientan a tener esperanza y les recuerdan que Mothra renacería para salvar la Tierra. Leo emerge en su forma adulta como un enjambre de mariposas multicolores. Cuando las mariposas se unen en un insecto masivo, Leo levanta el vuelo y se dirige de nuevo hacia Desghidorah, con furia justa ardiendo a su paso. Llegando en una lluvia de rayos de energía, Leo dispara implacablemente contra su monstruo de tres cabezas, lanzando ola tras ola de rayos abrasadores y explosiones de energía a Desghidorah, que solo puede intentar débilmente defenderse de esta, la Mothra más poderosa de todos los tiempos. Basándose en un antiguo legado, Leo ataca implacablemente a Desghidorah, y finalmente renueva el sello que unía al destructor del mundo debajo del suelo de la tierra; pero su trabajo no termina con el final de la pelea. 
Aprovechando el poder de la vida que llenaba su propio ser, Leo restablece el equilibrio en una región destruida que fue deforestada durante el ataque de Desghidorah. Con su trabajo realizado por el momento, Leo viaja a su hogar ancestral y el planeta Tierra está una vez más a salvo de Desghidorah. Moll y Lora agradecen a los niños por ayudarlos en su viaje y regresan a su hogar en Infant Island con su mascota Yosei, mientras Belvera, todavía vengativa, escapa a un agujero en un árbol. 

## Reparto
- Sayaka Yamaguchi como Lora. (ロラ Rora?)
- Megumi Kobayashi como Moll. (モル Moru?)
- Aki Hano como Belvera. (ベルベラ Berubera?)
- Kazuki Futami como Taiki Goto. (後藤大樹 Gotō Taiki?)
- Maya Fujisawa como Wakaba Goto. (後藤若葉 Gotō Wakaba?)
- Kenjiro Nashimoto como Yuichi Goto. (後藤裕一 Gotō Yūichi?)
- Hitomi Takahashi como Makiko Goto. (後藤真紀子 Gotō Makiko?)
- Mizuho Yoshida como Desghidorah. (デスギドラ Desugidora?)

Una fotografía de Ishirō Honda aparece en la casa de Goto.

## Estreno
Rebirth of Mothra fue estrenada en Japón el 14 de diciembre de 1996, donde fue distribuido por Tōhō. Fue sucedida por una secuela al año siguiente, Rebirth of Mothra II.